# Celtismo

Proposta fictícia de federação de estados célticos.

O celtismo ou pan-celtismo é um movimento social e cultural que põe em destaque a identidade céltica como característica distintiva dentro de um determinado território baseando-se em estudos científicos e Cultura popular comparada.

## História
O Celtismo começa a ganhar forma em meados do século XVII com o nascimento de um movimento literário conhecido como Renascença céltica estendendo-se por grande parte da Europa. Este movimento cultural foi mudando com o passar do tempo e as situações sociopolíticas da Europa e sobrevive em maior ou menor grão até a atualidade nas chamadas Nações celtas.

### Renascença céltica, a semente do celtismo
No ano de 1746 dá-se a derrota dos Jacobitas (recrutados principalmente nas Highlands da Escócia) na Batalha de Culloden. Este é o ponto de inflexão para o nascimento do que veio a ficar conhecido como Renascença céltica.
No ano de 1762, James Macpherson publica Retalhos de poesia antiga recolhidos nas Highlands, e traduzidos do Gaélico ou Erse (Fragments of Ancient Poetry Collected in the Highlands of Scotland, and Translated from the Gaelic or Erse Language). Em 1762 tira do prelo Fingal e em 1763 Temora. Estas duas obras foram invenções de supostas traduções dos poemas épicos em gaélico de um poeta chamado Ossian.

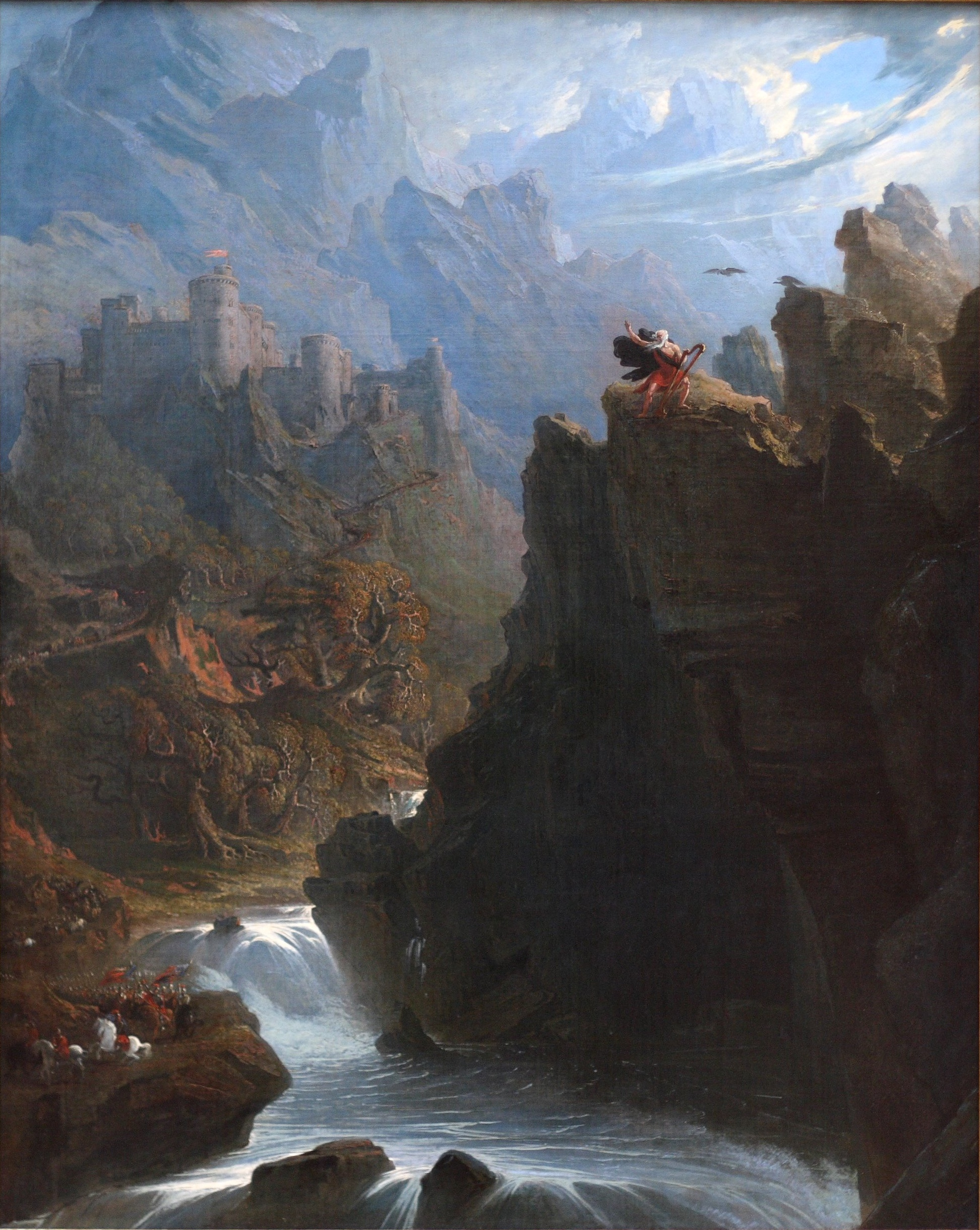
Pintura feita por John Martin, baseada na obra de Thomas Gray.

Não tardam em somar-se poetas das atuais "Nações celtas". Um claro exemplo são as obras de poesia galesa publicadas por Ieuan Brydydd em 1764; também cultiva este género literário o inglês Thomas Gray, com obras como Elegia sobre um cemitério de aldeia e The Bard.

### O celtismo do século XIX como novo movimento social
Com a chegada do século XIX o que vinha sendo um movimento literário converte-se num movimento político, social e cultural; todo ele com os traços românticos que se estendiam da Alemanha ao resto da Europa ocidental.
- Nessas datas os principais movimentos sociais do alcunhado Celtismo foram:
  - A Celtic Society of Edinburgh fundada em 1820.
  - O Primeiro Congresso Céltico, em 1838 na vila de Abergavenny.
  - O reconhecimento de Tynwald pelo governo da Grã-Bretanha.

- Também segue a cultivar-se a literatura no século XIX. Publicaram-se muitas traduções de obras das literaturas celtas:
  - O Mabinogion (Charlotte Guest,nos anos 1838-1849).
  - O Barzaz Breiz.
  - Os Bardos bretões do século VI por Hersart de la Villemarqué, na época de 1839-1850.

### O Celtismo consolida-se
Passada já a primeira metade do século XIX o movimento do Celtismo consolida-se como um movimento cultural mais; este segue a ter os mesmos traços românticos.
- Estudos:
  - Na Bretanha, Ernest Renan publicou em 1854 "Poesia das raças celtas", um estudo muito influente, e em 1865 e 1866 Mathew Arnold pronunciou uma série de conferências sobre a literatura celta em Oxford que ligava todas as literaturas celtas e contribuiu para a criação da cátedra de Celta nesta universidade em 1877.

- Literatura:
  - Na Inglaterra:Durante o século XIX muitos escritores ingleses empregaram a temática celta, como Thomas Love Peacock, Tennyson e Gerard Manley Hopkins.
  - Na Escócia, destacaram William Black e William Sharp (este com o pseudónimo de Fiona Macleod).

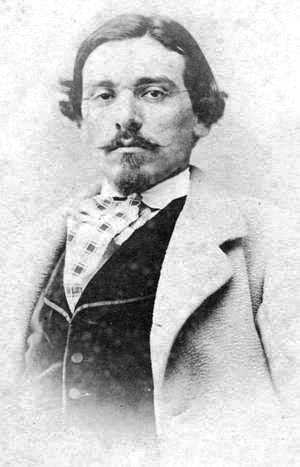
Eduardo Pondal.

- - Na Galiza Eduardo Pondal  publica em 1877 Rumores de los pinos, um conjunto de vinte e um poemas em galego e espanhol que servirá de base a Queixumes dos pinos (1886). Esta obra recupera da versão bilíngue as composições em galego, inclui ainda alguns dos poemas em espanhol, agora traduzidos, e conhecerá diversas ampliações nas edições seguintes. "Os pinos", surgido das sucessivas reelaborações de "Rumores de los pinos", formará o hino galego, ao qual depois Pasqual Veiga porá música. Também cria o poema Dos Celtas Antigos.

- Movimentos culturais:
  - Na Bretanha celebra-se o segundo Congresso Céltico em 1867.
  - Na Irlanda cria-se a sociedade Pan-Céltica, na cidade de Dublin.
  - Na Galiza: nasce  A Cova Céltica  O nome da Cova Céltica tem sua origem num ato de sarcasmo. Manuel Murguía difundirá a ideia de que o fundo étnico do povo galego deve ser buscado entre os celtas.
  - No País de Gales nasce a Associação Céltica em 1899.
  - Em Portugal chegam notícias da Galiza, mas o celtismo só tomou presença na região norte.

### O Celtismo no século XX
O Celtismo esteve marcado pelo período das Guerras Mundiais, mas atualmente fica vivo nas "Nações celtas", bem como nos países onde emigraram os habitantes destas.
É no começo do século XX que este movimento vai a ser conhecido como Pan-Celtismo:
- Estudos:
  - Na Galiza Florentino López Cuevillas e Fermín Bouza Brey publicam Os Oestrimnios, os Saefes e a ofiolatría en Galiza, em 1929.
  - Em 1953, Florentino López Cuevillas publica La civilización céltica en Galicia

- Arte:
  - Nos Estados Unidos o desenhador irlandês-norte-americano Thomas Augustus "Gus" ou Shaughnessy fixo um esforço para conectar a sua arte com as suas raízes irlandesas. Louis Sullivan, afamado arquitecto de Chicago, incorporou muitos elementos fortemente inspirados na arquitectura irlandesa para a ornamentação dos seus edifícios. O pai de Sullivan foi um músico folclorista irlandês, frango que ambos mostraram que deviam mais aos seus genes irlandeses que à sua educação oficial norte-americana. Formado na arte da vidreira e o Art Nouveau, Ou'Shaughnessy desenhou uma série de molduras para janelas e patrões interiores para a igreja Old Saint Patrick's Church de Chicago, projecto iniciado em 1912.

- Linguagem:
  - Em Cornualha, a princípios do século XX nasce um crescente interesse no dialecto da zona, o córnico, iniciado por Henry Jenner e Robert Morton.

- Movimentos culturais:
  - Em Canadá celebra-se o primeiro congresso celta em 1953.
  - Em Cornualha  A Federation of Old Cornwall Societies formou-se em 1924 para "manter o espírito céltico próprio de Cornualha".
  - Em Gales Fundada-se no 1961, a actual Liga Céltica surgida a partir de várias organizações céltistas, em especial o Congresso Céltico Internacional, mas com maior ênfase política. Previamente, pessoas como Hugh MacDiarmid e outros sugeriram algo do género.
  - Na Escócia funda-se a Liga Céltica em 1929

- Movimentos Sócio-Políticos:
  - Em Cornualha nasce a organização nacionalista Gorseth Kernow em 1928, e a formação do partido político Mebyon Kernow em 1951.
  - Na Bretanha o Partido nacionalista bretão Breizh Atao adopta a política celtista em 1923.

## As áreas de trabalho do celtismo
- Linguística: Muitas organizações promovem ligações linguísticas, nomeadamente o Gorsedd no País de Gales, Cornualha e Bretanha. O governo irlandês patrocina a Iniciativa Columba entre a Irlanda e a Escócia.
- Cultural: organizando encontros através de irmandades entre os distintos países celtas.
- Música: Através de Festivais Inter-célticos.
- Política: Através da organização Celtic League, o Plaid Cymru e o Partido Nacional Escocês têm colaborado em níveis no Parlamento do Reino Unido.
- Desporto: Isto é muito menos normal, ainda que a Irlanda e Escócia joguem entre si o Hurling. Há também a Celtic League (Rugby Union). As equipas da Cornualha e da Bretanha, por vezes, participam em combates de luta livre. País de Gales também jogou o futebol contra uma equipa bretão própria nacional.